# Choice?
choice?（ちょいす）は、フィノリアファクトリーに所属する女性アイドルグループである。

## 概要

### 【第一期】
2009年2月14日に望月ゆな（現:上原真央）、南彩乃（現:星はるか）、山口えり（現：山崎佑奈）、高岡未來、安西かな（現：麻生かな）の5人で平均年齢14歳のフレッシュガールユニットとして結成された。
ユニット名のchoiceにはこれから始まるたくさんの未来をしっかり選んでいって欲しいという願いが、?には無限に広がる可能性という意味が込められている。
2009年8月に開催予定であった「choice?サマースクール」が中止となり、その後、望月ゆな、山口えり、高岡未來が脱退。
しばらく表立った表活動もブログの更新もなくなり解散が噂される。

### 【第二期】
- 2009年12月13日に星野瑞映が加入し、上原真央(望月ゆな)が復帰して南彩乃、安西かなの4人で活動再開。
- 2010年3月28日リーダーの南彩乃が卒業。上原真央が新リーダーに就任。
- 2010年12月25日に渡辺くるみが加入。
- 2011年4月10日内田ひとみが加入。
- 2011年4月16日安西かなが卒業。
- 2011年12月21日1stアルバム『First Step Choice』（FFMC-0001）全国発売開始。
- 2012年1月7日田中佑奈が加入。
- 2012年8月31日をもって田中佑奈がchoice?での活動を一旦終了し、ソロとしての活動へ。
- 2012年12月15日柳田久瑠実が加入。
- 2012年12月15日2ndアルバム『2nd 求愛型無敵宣言』（FFMC-0004）全国発売開始。
- 2013年12月1日渡辺くるみが卒業。
- 2014年1月1日磯有沙が加入。
- 2014年4月6日内田ひとみが卒業。
- 2014年5月6日田山せかいが加入。
- 2014年6月30日磯有沙が卒業。
- 2015年4月19日上原真央が卒業。
- 2016年2月13日田山せかいが卒業。
- 2016年9月18日星野瑞映が卒業。
- 2016年9月30日をもって【第三期】への移行期間として一旦の活動休止を宣言。唯一のメンバー、柳田久瑠実はMAVERICKの活動に専念する。

## メンバー
柳田久瑠実（やなぎだ くるみ、愛称 くるる）イメージカラーはブルー。
- 1996年10月22日生まれ。東京都出身。血液型O型。

### 旧メンバー
- 南彩乃（みなみ あやの、愛称 あーちん）
- 高岡未來（たかおか みく、愛称 みくタン）
- 山口えり（やまぐち えり、愛称 えりえり）
- 安西かな（あんざい かな、愛称 かなちぃ、あんちん）
- 田中佑奈（たなか ゆうな、愛称 ゆななん）
- 渡辺くるみ（わたなべ くるみ、愛称 くるみん）
- 内田ひとみ（うちだ ひとみ、愛称 ひとちゃん）
- 磯有沙（いそ ありさ、愛称 ありさ）
- 上原真央（うえはら まお、愛称 まおまお）
- 田山せかい（たやませかい、愛称 せかい）
- 星野瑞映（ほしの みづは、愛称 みづハム）

## 略歴
2009年
- 2月14日 - 望月ゆな、南彩乃、山口えり、高岡未來、安西かなの5人によって結成。
- 3月28日 - デビューシングル「春のチャイム」をFinolia Festival Vol.2 にて発表・発売。
- 4月19日 - 2ndシングル「Dokki Doki Days」をFinolia Festival Vol.3にて発表・発売。
- 5月30日 - 3rdシングル「JUMP〜乙女の決意〜」をFinolia Festival Vol.4にて発表・発売。
- 7月11日 - 4thシングル「とまどう恋心」をB.L.T.PESENTS Girls Woodstock vol.14にて発表・発売。
- 8月未明 - 望月ゆな、山口えり、高岡未來が脱退。
- 12月13日 - 星野瑞映が加入。上原真央(望月ゆな)が復帰。

2010年
- 2月14日 - 新曲「悲しき運命」をGIRLs-RockPop stadium〜バレンタインスペシャル〜にて発表。
- 3月28日 - リーダーの南彩乃が卒業。上原真央が新リーダーに就任。
- 6月26日 - 5thシングル「恋のコの字はハートのメール」をFinolia Festival Vol.17にて発表・発売。
- 7月31日 - 6thシングル「きらめき☆サマー」をFinolia Factory Holiday Special Vol.10にて発表・発売。
- 10月31日 - 7thシングル「悲しき運命」をFinolia Factory Holiday Special Vol.15にて発売。
- 12月25日 - 8thシングル「LAST WORD」をFinolia Factory Holiday Special Vol.19〜クリスマススペシャル〜にて発表・発売。
- 12月25日 - 渡辺くるみが加入。

2011年
- 1月15日 - 9thシングル「君の事、好きだった」をFinolia Factory lands on AKIHABARA Vol.2にて発表・発売。
- 2月26日 - 内田ひとみの加入が発表。
- 3月26日 - 4月16日にワンマンライブを開催する事が発表される。同時に当日をもって安西かなが卒業する事も発表される。
- 4月10日 - Finolia Factory Holiday Special Vol.24より内田ひとみが正式加入。渡辺くるみがソロ活動を行う事が発表される。
- 4月16日 - choice? 1stワンマンライブ　安西かな卒業公演『〜春のチャイム 僕らの未来〜』をもって安西かな卒業。
- 4月23日 - 渡辺くるみ1stソロシングル「くるくる☆ミラクル☆パスワード」をFinolia Factory lands on AKIHABARA Vol.3にて発売。
- 5月4日 - 10thシングル「jewel」をFinolia Factory lands on AKIHABARA 〜G.Wスペシャル〜にて発表・発売。
- 6月5日 - 8thシングル「LAST WORD」と9thシングル「君の事、好きだった」を現メンバー（上原・星野・渡辺・内田）で再レコーディングし、Finolia Factory Holiday Special Vol.26にて発売。
- 8月6日 - choice? 2ndワンマンライブ『夏休みの登校日は全員出席！この夏1番のDokki Doki Days！』開催。
- 8月6日 - 11thシングル「超絶！カラー戦士！」をchoice? 2ndワンマンライブ『夏休みの登校日は全員出席！この夏1番のDokki Doki Days！』にて発表・発売。
- 8月27日・28日 - お台場にて開催された『TOKYO IDOL FESTIVAL 2011 〜Eco&Smile〜』に出演。
- 9月11日 - 星野瑞映1stソロシングル「Angel Pain」を『Finolia Factory Holiday Special Vol.29』にて発売。
- 10月9日 - 12thシングル「あなたがついた嘘」を『Finolia Factory lands on AKIHABARA Vol.7』にて発表・発売。
- 12月3日 - choice? 3rdワンマンライブ『JUMP〜ちょっぴり早いX'mas！絶対決めちゃう乙女の決意！〜』開催。
- 12月3日 - 田中佑奈の加入が発表される。
- 12月21日 - choice? 1stアルバム『First Step Choice』（FFMC-0001）全国発売。
- 12月25日 - 初の関西遠征。

2012年
- 1月7日 - 『Finolia Factory Holiday Special Vol.35』より田中佑奈が合流。
- 1月22日 - 渡辺くるみ2ndシングル『初めての恋でした。』を『Finolia Factory lands on AKIHABARA Vol.8』にて発表・発売。
- 4月8日 - choice? 4thワンマンライブ『とまどう恋心〜桜の木の下抱きしめて〜』開催。
- 4月8日 - 13thシングル『少年が奏でるレクイエム』をchoice? 4thワンマンライブ『とまどう恋心〜桜の木の下抱きしめて〜』にて発売・発表。
- 5月3日 - 田中佑奈1stシングル『夏の入り口』をFinolia Factory lands on AKIHABARA Vol.9 〜G.Wスペシャル〜にて発表・発売。
- 6月24日 - 14thシングル『求愛型無敵宣言 〜choice?がメイドだったら〜』を『Finolia Factory Holiday Special Vol.42』にて発表・発売。
- 7月29日 - choice? 5thワンマンライブ『恋のコの字はハートのメール』〜史上最強!?恋に恋する大作戦!〜を吉祥寺CLUB SEATAにて開催。313人の集客達成。
- 7月29日 - 15thシングル『夏色プリズム』をchoice? 5thワンマンライブ『恋のコの字はハートのメール』〜史上最強!?恋に恋する大作戦!〜にて発表・発売。
- 8月4日・5日 - 昨年に続き『TOKYO IDOL FESTIVAL 2012』に出演。
- 8月31日 - 田中佑奈がchoice?での活動を一旦終了し、ソロとしての活動へ。
- 10月6日 - 『出雲崎町 震災復興イベント きずなV 2012』 “元気アイドル 大集合！”出演の為新潟へ遠征。
- 10月14日 - 星野瑞映2ndソロシングル「おかいものとらぶそんぐ」を『Finolia Factory Holiday Special Vol.47』にて発表・発売。
- 11月4日 - 『アイパラ☆LIVE vol.9 〜choice?/テクプリ2マンライブ〜』を赤坂GENKI劇場にて開催。
- 11月18日 - 『Girls-natioN 2012』出演の為、仙台へ遠征。
- 12月15日 - 16thシングル『青い鳥からの手紙〜Merry Christmas From Blue Bird〜』をchoice? ミニワンマンライブ『悲しき運命をぶっ飛ばせ！』にて発表・発売。
- 12月15日 - 柳田久瑠実が加入。

2013年
- 1月14日 - choice? 6thワンマンライブ『きらめき☆サマー 〜真冬の恋もきらめいて〜』を吉祥寺CLUB SEATAにて開催。
- 1月14日 - 17thシングル『おとめ座の恋愛運』を6thワンマンライブ『きらめき☆サマー 〜真冬の恋もきらめいて〜』にて発表・発売。
- 3月2日・3月3日 - 『NAGOYA IDOL STYLE in 名古屋オートトレンド2013』出演の為、名古屋へ遠征。
- 3月17日 - 『アイドルからの復興への絆【Girls-natioN〜spring〜】0317』出演の為、仙台へ遠征。
- 3月24日 - 『NAGOYA IDOL STYLE 2013〜春のアイドル大集合！〜』出演の為、名古屋へ遠征。
- 3月31日 - 上原真央 1stシングル『バニラみたいな恋』を『Finolia Factory Holiday Special Vol.54』にて、発表・発売。
- 4月13日 - 『猿文化祭〜サルカルチャーフェス　3rd IMPACT〜』出演の為、名古屋へ遠征。
- 4月14日 - 内田ひとみ1stシングル『保護したメールの行方』を『Finolia Factory Holiday Special Vol.55』にて発表・発売。
- 5月12日 - choice? 7thワンマンライブ『君の事、好きだった〜渋谷で伝える君への想い〜』をマウントレーニアホール渋谷にて開催。
- 5月12日 - 18thシングル『恋する果実』を7thワンマンライブ『君の事、好きだった〜渋谷で伝える君への想い〜』にて発表・発売。
- 7月7日 - 19thシングル『Loveless』を『Finolia Factory Holiday Special Vol.60』にて、発表・発売。
- 8月11日 - choice? 8thワンマンライブ『jewel 〜私達の宝物〜』を新宿BLAZEにて開催。
- 8月21日 - choice? 2ndアルバム『2nd 求愛型無敵宣言』（FFMC-0004）を全国発売。
- 9月29日 -『Finolia Factory Holiday Special Vol.63』 にて、柳田久瑠実 2ndシングル『進め！GO AHEAD』を発表・発売。
- 10月14日 -『Finolia Factory Holiday Special Vol.64』 にて、星野瑞映 3rdシングル『ハートたまご』発表・発売。
- 12月1日 -『choice? 渡辺くるみ卒業記念ライブ』にて渡辺くるみ卒業。
- 12月8日 -『Finolia Factory Holiday Special Vol.67』 にて、上原真央 2ndシングル『クリスマスの夜に…』発表・発売。

2014年
- 1月1日 - 磯有沙が加入。
- 2月9日 - 20th 結成5周年記念シングル『春色のシャツは恋の予感』を『Finolia Factory Holiday Special Vol.70』 にて発表・発売。
- 4月6日 - 21stシングル『アイドルの心得イロハ』をchoice? スペシャルライブ『春のchoice?まつり2014』にて発表・発売。
- 4月6日 - choice? スペシャルライブ『春のchoice?まつり2014』にて内田ひとみ卒業。
- 5月6日 - 田山せかいがchoice?候補生「NEXT choice」より昇格、正式加入。
- 6月30日 - 磯有沙が卒業。
- 8月17日 -22ndシングル『ちゅららちゅらりる 〜正しい夏の過ごし方〜』を『Finolia Factory Holiday Special Vol.79』にて発表・発売。
- 11月23日 -『Finolia Factory Holiday Special Vol.84』 にて、柳田久瑠実 3rdソロシングル『恋と呼べない関係』発表・発売。
- 12月7日 -23rdシングル『トナカイの鼻は赤くない！？』を『Finolia Factory Holiday Special Vol.85』にて発表・発売。

2015年
- 3月22日 -『Finolia Factory Holiday Special Vol.92』にて、柳田久瑠実 4thソロシングル『春吹く風』発表・発売。
- 4月19日 -『春のchoice?まつり2015～上原真央卒業公演～』にて、上原真央　3rdソロシングル『Bye-bye macaron!』発表・発売。
- 4月19日 -『春のchoice?まつり2015～上原真央卒業公演～』にて、上原真央卒業。
- 7月26日 -24thシングル『向日葵～涙のカタオモイ～』を『Finolia Factory Holiday Special Vol.99～夏のchoice?まつり 2015～』にて発表・発売。

2016年
- 2月13日 -田山せかい卒業。
- 9月18日 -『星野瑞映といふ現象』にて星野瑞映4thソロシングル『約束』発表・発売。
- 9月18日 -『星野瑞映といふ現象』にて星野瑞映卒業。
- 9月、「忍者WARS」出演[1]。
- 10月10日 - 自社公演等の特別事案を除く活動を休止し、メンバー編成のため充電期間に入った。

2018年
- 4月1日 - 柳田久瑠実卒業。

## DISCOGRAPHY

### シングル
1. 春のチャイム （2009年3月28日）
2. Dokki Doki Days （2009年4月19日）
3. JUMP〜乙女の決意〜 （2009年5月30日）
4. とまどう恋心 （2009年7月11日）
5. 恋のコの字はハートのメール （2010年6月26日）
6. きらめき☆サマー （2010年7月31日）
7. 悲しき運命 （2010年10月31日）
8. LAST WORD（2010年12月25日）
9. 君の事、好きだった（2011年1月15日）
10. jewel（2011年5月4日）
11. 超絶！カラー戦士！（2011年8月6日）
12. あなたがついた嘘（2011年10月9日）
13. 少年が奏でるレクイエム（2012年4月8日）
14. 求愛型無敵宣言 〜choice?がメイドだったら〜（2012年6月24日）
15. 夏色プリズム（2012年7月29日）
16. 青い鳥からの手紙〜Merry Christmas From Blue Bird〜(2012年12月15日)
17. おとめ座の恋愛運（2013年1月14日）
18. 恋する果実（2013年5月12日）
19. Loveless（2013年7月7日）
20. 春色のシャツは恋の予感（2014年2月9日）
21. アイドルの心得イロハ（2014年4月6日）
22. ちゅららちゅらりる 〜正しい夏の過ごし方〜（2014年8月17日）
23. トナカイの鼻は赤くない！？（2014年12月7日）
24. 向日葵～涙のカタオモイ～（2015年7月26日）

### アルバム
- 『First Step Choice』（FFMC-0001）（2011年12月21日）

　　収録曲
1. 春のチャイム
2. Dokki Doki Days
3. JUMP〜乙女の決意〜
4. とまどう恋心
5. 恋のコの字はハートのメール
6. きらめき☆サマー
7. 悲しき運命
8. LAST WORD
9. 君の事、好きだった
10. jewel
11. First Step

- 『2nd 求愛型無敵宣言』（FFMC-0004）（2013年8月21日）

　　収録曲
1. 超絶！カラー戦士！
2. あなたがついた嘘
3. 少年が奏でるレクイエム
4. 求愛型無敵宣言 〜choice?がメイドだったら〜
5. 夏色プリズム
6. 青い鳥からの手紙 〜Merry Christmas From Blue Bird〜
7. おとめ座の恋愛運
8. 恋する果実
9. Loveless
10. 道

### DVD
1. choice？セカンドワンマンライブ 『夏休みの登校日は全員出席! この夏1番のDokkiDokiDays』（2011年8月27日）
2. choice？3rdワンマンライブ 『JUMP 〜ちょっぴり早いX'mas! 絶対決めちゃう乙女の決意!〜』（2011年12月18日）
3. choice？4thワンマンライブ 『とまどう恋心 〜桜の木の下抱きしめて〜』（2012年6月17日）
4. choice？5thワンマンライブ 『恋のコの字はハートのメール 〜史上最強!恋に恋する大作戦!〜』（2012年8月18日）
5. choice？6thワンマンライブ 『きらめき☆サマー 〜真冬の恋もきらめいて〜』（2013年3月9日）
6. choice？7thワンマンライブ 『君の事、好きだった 〜渋谷で伝える君への想い〜』（2013年7月27日）
7. choice？8thワンマンライブ 『jewel 〜私達の宝物〜』（2013年11月17日）
8. 『渡辺くるみ 卒業記念ライブ』（2014年2月23日）
9. choice?スペシャルライブ 『春のchoice?まつり 2014』（2014年5月11日）
10. 『春のchoice?まつり2015～上原真央卒業公演～』（2015年6月21日）

### Blu-Ray
1. choice？7thワンマンライブ 『君の事、好きだった 〜渋谷で伝える君への想い〜』（2013年11月17日）
2. choice？8thワンマンライブ 『jewel 〜私達の宝物〜』（2014年1月12日）
3. 『渡辺くるみ 卒業記念ライブ』（2014年2月23日）
4. choice?スペシャルライブ 『春のchoice?まつり 2014』（2014年5月11日）
5. 『春のchoice?まつり2015～上原真央卒業公演～』（2015年6月21日）

### ソロ・ユニット楽曲
AZUKI（上原・星野）
- sakurakaze〜想い届けて〜（2010年4月18日）

AZUKI（上原・内田）
- 散りゆく恋桜（2011年4月10日）
- 桜咲く頃に（2012年3月3日）

AZUKI（上原・内田・柳田）
- 花のように（2012年11月11日）
- ふわり　ふわり（2014年1月19日）

お菓子づくり（星野）
- 白い吐息（2010年11月20日）
- 秘密の呪文〜Day before Valentine〜（2011年2月12日）
- お菓子づくり音頭（2011年7月3日）
- 傘と王子と日曜日（2012年5月19日）
- 平日だけど特別なひなまつりの歌(2013年2月24日)
- パンプキン☆ポンプキン(2014年10月26日)
- 約束(2016年9月18日)

渡辺くるみ
- くるくる☆ミラクル☆パスワード（2011年4月23日）
- 初めての恋でした。（2012年1月22日）

星野瑞映
- Angel Pain（2011年9月11日）
- おかいものとらぶそんぐ（2012年10月14日）
- ハートたまご（2013年10月14日）
- 約束(2016年9月18日)「星野瑞映 featuring お菓子づくり」名義

Finolia Girls（上原・安西・星野・渡辺・内田）
- 東日本大震災チャリティ企画CD（2011年4月16日）

1. JUMP〜乙女の決意〜
2. & you
3. 東京

Finolia Girls（上原・星野・渡辺・内田）
- 小さな手のひらに大きな夢を（2011年6月12日）
- それこそ愛だろ！（2011年9月24日）

Finolia Girls（上原・星野・渡辺・内田・田中）
- Tickle Tickle（2012年1月7日）
- 春愁い桜咲く（2012年3月17日）

Finolia Girls（上原・星野・渡辺・内田・柳田）
- だってダイヤモンドは傷つかない（2012年12月29日）
- 同じ星 同じ時代(とき)（2013年8月24日）

Finolia Girls（上原・星野・磯・柳田・田山）
- VAMOS!! VAMOS!!（2014年6月8日）

Finolia Girls（上原・星野・柳田・田山）
- HAPPY BIRTHDAY TO YOU , MY FRIEND！（2014年12月28日）

Finolia Girls（柳田）
- 桜の花びら一枚（2016年4月2日）

FG学園塁球部（田中）
- 自分に出来るエトセトラ（2012年2月19日）

田中佑奈
- 夏の入り口（2012年5月3日）

柳田久瑠実
- MY DEAR LOVE 〜人生は偉大〜（2012年6月3日）
- 進め！GO AHEAD（2013年9月29日）
- 恋と呼べない関係（2014年11月23日）
- 春吹く風（2015年3月22日）

上原真央
- バニラみたいな恋（2013年3月31日）
- クリスマスの夜に…（2013年12月8日）
- Bye-bye macaron!（2015年4月19日）

内田ひとみ
- 保護したメールの行方（2013年4月14日）

Rizumu with Brown Hairs(内田ひとみ・柳田久瑠実)
- あの日と同じ秋の風（2013年9月16日）

Survive-ZERO with柳田久瑠実(柳田久瑠実)
- 糸〜thread of light〜（2014年8月10日）

紗羽唯舞☆零(Survive-ZERO)(柳田久瑠実【瑠川流青】）
- 冬物語（2016年1月17日）

### コラボレーション
- 45組参加のアイドルオムニバスCD『IDOL PARADE vol.1』に『きらめき☆サマー』収録。
- 吉田豪氏完全プロデュースオムニバスCD『Our Shining Idol 今君に会いたい』に『夏色プリズム』収録。

　また、星野瑞映参加ユニット『お菓子づくり』の『傘と王子と日曜日』柳田久瑠実ソロ楽曲『MY DEAR LOVE 〜人生は偉大〜』も収録。
- 株式会社モブキャストが提供するモバイルオンライン競馬ゲーム『モバダビ』のタイアップタレントとしてゲーム内にカードとして登場。

## カラー戦士
地球の平和を守るため　太陽から選ばれた5人の戦士。
choice?の上原、星野、渡辺、内田、柳田に非常によく似ているが、別人である(らしい）
メンバー
- 愛と情熱のレッド上原
- 彗星の彼方からやってきたターコイズブルー渡辺
- ピンクのお姫様星野
- 夕陽のあの辺からやってきたオーレンジ内田
- パッパラパープル柳田

## 書籍
- 『ネクストブレイク アイドル No.1 2010-2011』
- 『Koh→Boh Vol.8』（上原・星野 掲載）
- 『Koh→Boh Vol.11』（渡辺・内田 掲載）
- 『ミュージックマガジン増刊 アイドル・ソング・クロニクル2002〜2012』

　付録CDに『Dokki Doki Days』収録。
- 『Koh→Boh Vol.14』（渡辺 掲載）
- 『グランドジャンププレミアム vol24』にインタビュー記事掲載。
- 『TRASH-UP!! vol.17「アイドル50人に聞く2013私のベスト5」』（上原）
- 『TRASH-UP!! vol.18』に特集記事掲載。

## 舞台
上原真央
- 『檻の中の懲りない女たち』（2010年6月18日〜2010年6月20日）
- 『ギザギザはぁと 〜ビターな天使とスイートな悪魔〜』（2010年7月25日）
- 『もしかも！』〜もしかして私たちは究極の謎を解いてしまったのかもしれない！？〜（2010年11月5日〜2010年11月7日）
- 『ビーナスファンタジスタ 〜Thecrescendo in my heart〜』（2012年8月29日〜2012年9月2日）

田中佑奈
- 『ハムレッツ!!〜To be or Not to be〜』（2012年4月10日〜2012年4月15日)

柳田久瑠実
- 『ココロノハナシ』（2014年4月25日〜2012年4月27日）
- 『進め！春川女子高校～ハルジョの七不思議～』（2015年7月8日～2015年7月12日）

田山せかい
- 『銀河鉄道の夜にかなり依る夜』（2015年1月30日〜2015年2月1日）
- 『進め！春川女子高校～ハルジョの七不思議～』（2015年7月8日～2015年7月12日）

## レギュラー番組
- 『choice?の求愛型無敵宣言』（WALLOP放送局）（2012年10月4日〜第二、第四木曜日 19:00〜19:45）
- 『choice?のDokki Doki Daysな学級日誌』（下北FM 88.8MHz放送局）（2013年4月4日 4月18日 21:00〜21:20）
- 『Finolia Girls Happy on Saturday』（WALLOP放送局）（2013年11月9日〜第2、第4土曜日12:00〜13:00）